# Церокліс
Церокліс — бог злаків та врожаю в латиській міфології.

## Історія
Ім'я міфічної істоти Церокліса походить від слова латис. cerot — «кущитися». В історичних джерелах Церокліс відомий з повідомлень кардинала Валенти (1604) та звіту єзуїта по імені лат. Joannis Stribingius, який відвідав Латвію в 1606.
У фольклорних матеріалах Церокліс відсутня, але в них є церу мате — мати-повелителька кущів. У матеріалах XVII століття говориться про жертвопринесення цьому богу тварин — чорного бика, курки, порося, а також про звичай залишати в лісі біля дуба два курячих яйця і при їжі кидати на землю перший шматок та проливати трохи пиття. З культом Церокліса пов'язують звичай випічки великого хліба у формі змія з відкритою пащею та піднятим хвостом, а також хліба у формі свині чи собаки.